# Гагаринский (банк)
Коммерческий банк «Гагаринский» был создан в 1990 г. на базе Гагаринского отделения Жилсоцбанка СССР, в котором с начала 1970-х годов находились расчётные счета жилищных и гаражных кооперативов Гагаринского района г. Москвы.
В результате отзыва лицензии КБ «Гагаринский» пострадали более сотни жилищных и гаражных кооперативов районов Тропарёво-Никулино, Проспект Вернадского (район Москвы), Раменки (район Москвы), Очаково-Матвеевское , Солнцево (район Москвы) и Ново-Переделкино Западного административного округа, на расчётных счетах которых оказались заморожены коммунальные платежи членов кооператива и взносы на капитальный ремонт.
Согласно действующему законодательству ЖСК и ГСК , как юридические лица, были определены в 3-ю очередь кредиторов. Однако они являются некоммерческими организациями — объединениями физических лиц. Все их доходы формируются только из платежей физических лиц — членов кооператива, которые идут на накопления на капитальный ремонт, оплату коммунальных услуг, зарплату работников кооператива и налоговые платежи.
Отзыв лицензии у КБ «Гагаринский» поставил кооперативы в сложное положение. Были ущемлены интересы десятков тысяч людей.
В настоящее время изучается возможность внесения изменений в ФЗ Федеральный закон от 2 декабря 1990 г. N 395-1 «О банках и банковской деятельности», чтобы в случае банкротства КБ , жилищные и гаражные кооперативы, а также садовые товарищества рассматривались, как кредиторы первой очереди.
Кроме того законодатели обратили внимание на проблему защиты взносов на капитальный ремонт, в случае банкротства уполномоченных банков.
Хронология событий:
- 03.07.2015 Центральный банк РФ отозвал лицензию у КБ «Гагаринский».
- 26.10.2015 Арбитражный суд г. Москвы признал КБ «Гагаринский» банкротом и утвердил конкурсным управляющим Агентство по страхованию вкладов
- 01.02.2016 на общем собрании кредиторы банка избрали Комитет кредиторов КБ «Гагаринский», в состав которого вошли 2 сотрудника Межрайонной ИФНС России № 50 по г. Москве, представляющие интересы кредиторов — физических лиц, и Хабаров Сергей Анатольевич, представляющий интересы кредиторов — юридических лиц.
- 09.11.2017 на общем собрании кредиторов, созванном конкурсным управляющим для переизбрания комитета кредиторов, Федеральная налоговая служба, обладающая 79,93 % голосов, проголосовала за все три свои кандидатуры. Таким образом в составе комитета кредиторов остались только сотрудники ФНС России и ни одного представителя кредиторов — юридических лиц.